# Joan Escudé i Farriol
Joan Escudé i Farriol (Capellades, 6 de gener de 1916) és un excombatent català i l'últim supervivent del Regiment Pirinenc Núm. 1, la primera unitat militar, formada per voluntaris, creada per la Generalitat republicana. Escudé va lluitar a la batalla de la bossa de Bielsa, on va aguantar amb els seus companys un setge de tres mesos enfront d'un enemic més nombrós i més ben armat, i va combatre fins al final a la batalla de l'Ebre.

## Biografia
La infància de Joan Escudé va ser dura atès que la seva mare es va quedar viuda amb 27 anys, quan ell tenia pocs mesos. No va tastar la llet fins als 11 anys, i les primeres sabates les va tenir per la primera comunió. Escudé militava a Estat Català des del 1932 i també formava part de Palestra, una entitat patriòtica fundada el 1930 per Josep Maria Batista i Roca. Quan el Cop d'estat del juliol del 1936 a Barcelona, treballava reparant plomes estilogràfiques de la casa Parker, tanmateix, la seva passió per la muntanya i les seves conviccions republicanes van fer que decidís presentar-se com a voluntari del Regiment pirinenc n°1 de Catalunya.
Després d'uns mesos de formació a Barcelona, Collserola i rodalia, el van enviar al front d'Aragó: «vam arribar a Barbastre el 3 de març del 1937 després de caminar tota la santa nit. Posteriorment ens varen enviar al túnel de Cotefablo, situat entre Broto i Sabiñánigo a fer treballs de rebaixar el terra per permetre el pas de camions. Fins al juny no em van donar una arma». Des del 14 d'abril fins al 15 de juny del 1938, ja integrat a la 43a Divisió de l'Exercit Popular de la República, va lluitar a la Bossa de Bielsa. Aquest va ser l'últim reducte republicà a la zona fins que esgotat el material militar i amb la manca total de subministraments, obligà la retirada cosa que aprofità la Regia Aeronautica Italiana per arrasar la població de Bielsa. Llavors vingué la retirada per França i el referèndum del comitè de No-intervenció, després del qual més del 90% dels combatents de la 43a Divisió retornaren a la zona republicana per Catalunya, on després de 15 dies de permís es reincorporaren al servei i Joan Escudé, entre molts d'altres, fou enviat a l'Ebre on tingué la sort de sobreviure a la que fou la batalla més sagnant de la guerra.
Un cop acabades les hostilitats, Escudé va restar als camps d'internament de Sant Cebrià i el Barcarès fins que va poder tornar amb seguretat i animat per les pròpies autoritats militars republicanes: «quan vaig tornar a Espanya, em van obligar a fer la mili. Se'm va fer llarg i terrible. Eren tres anys, però vaig aconseguir falsejar uns documents i em vaig estalviar sis mesos. Després a la meva antiga feina no em volien per rojo y separatista, i em va costar molt trobar un lloc on treballar». Amb moltes dificultats, Escudé va refer la seva vida a Barcelona reparant màquines d'escriure primer i representant de papereria i articles d'escriptori després, fins que a finals de la dècada del 1950, va obrir un taller de manipulats de paper.